# نبرد نجف
نبرد نجف (انگلیسی: Battle of Najaf) نبردی بزرگ در حمله سال ۲۰۰۳ ایالات متحده به عراق بود. مرحله اول این نبرد زمانی آغاز شد که لشکر ۳ پیاده ایالات متحده برای محاصره شهر جنگید. مرحله دوم زمانی آغاز شد که سربازان لشکر ۱۰۱ هوابرد ایالات متحده برای پاکسازی و ایمن‌سازی شهر جنگیدند.
شهر نجف در دو سوی بزرگراه‌های مهمی قرار دارد که از شمال به کربلا و بغداد منتهی می‌شوند. لشکر ۳ هوابرد به جای دور زدن ساده شهر، همانطور که با ناصریه و سماوه انجام شد، تصمیم گرفت شهر را منزوی کند تا از حمله به خطوط تدارکاتی آمریکا جلوگیری شود. نقشه این بود که پل‌های اصلی الکفل، شهری در شمال نجف و ابوصخیر، شهری در جنوب نجف را تصرف کنند. پل شمالی الکفل با نام رمز هدف جنکینز و پل جنوبی ابوصخیر با نام رمز هدف فلوید شناخته می‌شد.
قبل از شروع حمله، طوفان‌های شن شدید در منطقه، تمام هلیکوپترهای ارتش را زمین‌گیر کرد و پشتیبانی هوایی از نیروهای آمریکایی را سلب نمود. نبرد نجف در نهایت با پیروزی نیروهای ائتلاف به پایان رسید.